# 1908 în literatură
- 1907 în literatură — 1908 în literatură — 1909 în literatură

Anul 1908 în literatură a implicat o serie de noi cărți semnificative. 

## Cărți noi
- Afawarq Gabra Iyasus - Libb Wolled Tārīk ("A Heart-Born Story"), prima nuvelă în amharică
- Leonid Andreyev - The Seven Who Were Hanged
- Francis Aveling - Arnoul the Englishman
- José Toribio Medina - Los Restos Indígenas de Pichilemu
- L. Frank Baum - Dorothy and the Wizard in Oz
  - - Aunt Jane's Nieces at Millville (ca "Edith Van Dyne")
- Arnold Bennett - Buried Alive
  - The Old Wives' Tale
- Algernon Blackwood  - John Silence, Physician Extraordinary
- Alexander Bogdanov - Red Star
- Mary Elizabeth Braddon  - During Her Majesty's Pleasure
- Rhoda Broughton - Mamma
- G. K. Chesterton - The Man Who Was Thursday
- Louisa Cooke Don Carlos - A Battle in the Smoke
- Marie Corelli - Holy Orders
- James Oliver Curwood - The Courage of Captain Plum și The Gold Hunters
- Anatole France - Penguin Island
- E. M. Forster - A Room with a View
- John Fox, Jr. - The Trail of the Lonesome Pine
- Mary E. Wilkins Freeman - The Shoulders of Atlas
- Kenneth Grahame - The Wind in the Willows
- Jeannie Gunn - We of the Never Never
- William Hope Hodgson - The House on the Borderland
- Jack London - The Iron Heel
- W. Somerset Maugham - The Magician
- Lucy Maud Montgomery - Anne of Green Gables
- Baroness Orczy - The Elusive Pimpernel
- Beatrix Potter - The Tale of Jemima Puddle-Duck
- Mary Roberts Rinehart - The Circular Staircase
- Arthur Schnitzler - Der Weg ins Freie
- Georges Sorel - Reflections on Violence
- Mary Augusta Ward - The Testing of Diana Mallory
- H. G. Wells - A Modern Utopia
  - The War in the Air (Războiul în văzduh) (publicată)

## Poezie
- Tomás Morales - Poemas de la Gloria, del Amor y del Mar (Poemele Gloriei, Iubirii și Mării)

## Premii
- Premiul Nobel pentru Literatură: